# Рацитль
Рацитль (карат. РацилI) — село в Ахвахском районе Дагестана. Входит в Верхнеинхелинский сельсовет.

## География
Село расположено на склоне горы Рацитль, в 5 км к северу от районного центра — села Карата.

## Население
| 1869 | 1888 | 1895 | 1926 | 1939 | 1970 | 1989 |
| ---- | ---- | ---- | ---- | ---- | ---- | ---- |
| 241  | ↗352 | ↗360 | ↗362 | ↗464 | ↘101 | ↘74  |
| 2002 | 2010 | 2021 |      |      |      |      |
| ↗93  | ↗114 | ↗128 |      |      |      |      |

Рацитль - одно из каратинских сел в Ахвахском районе.  